# Енего
Енего, Енеґо (італ. Enego, вен. Enego) — муніципалітет в Італії, у регіоні Венето, провінція Віченца.
Енего розташоване на відстані близько 460 км на північ від Рима, 75 км на північний захід від Венеції, 45 км на північ від Віченци.
Населення — 1717 осіб (2014).
Щорічний фестиваль відбувається 7 жовтня. Покровитель — Santa Giustina.

## Демографія
Населення за роками:

Станом на 1 січня 2023 року в муніципалітеті офіційно проживало 36 іноземців з 10 країн, серед них 21 громадянин країн Євросоюзу та 4 громадяни України.

## Сусідні муніципалітети
- Азіаго
- Фоца
- Галліо
- Арсьє
- Чизмон-дель-Граппа
- Вальстанья
- Гриньо